# Typhonium mirabile
Typhonium mirabile là một loài thực vật có hoa trong họ Ráy (Araceae). Loài này được (A.Hay) A.Hay miêu tả khoa học đầu tiên năm 1997.